# Adagoi (Valpaços)
Adagoi é uma aldeia portuguesa da freguesia de Santiago da Ribeira de Alhariz, e do concelho de Valpaços com 0 (zero) habitantes.

## Topónimo
Adagoi é um nome de origem germânica, Adeguaoy, que significa veiga ou pequeno Vale, o que comprova a passagem de povos suevos e visigodos por este local.

## Localização
Adagoi fica ensanduichada entre as ribeiras de Adagoi e Alhariz o que faz que seja envolvida pelas mais belas paisagens de todo o concelho de Valpaços. Localiza-se perto do centro do triângulo em cujos vértices se situam as aldeias vizinhas do Cancelo, Santiago e Paradela. Está ligada ao Cancelo por um caminho estreito, mas por onde podem circular veículos com tração às 4 rodas, também existe uma ligação a Santiago da Ribeira de Alhariz através de um caminho íngreme, de elevado declive e estreito, por onde apenas podem circular pessoas a pé ou veículos de tração animal. Dista 2 km de Santiago, 2 km do Cancelo e 8 km de Valpaços.

## Paisagens

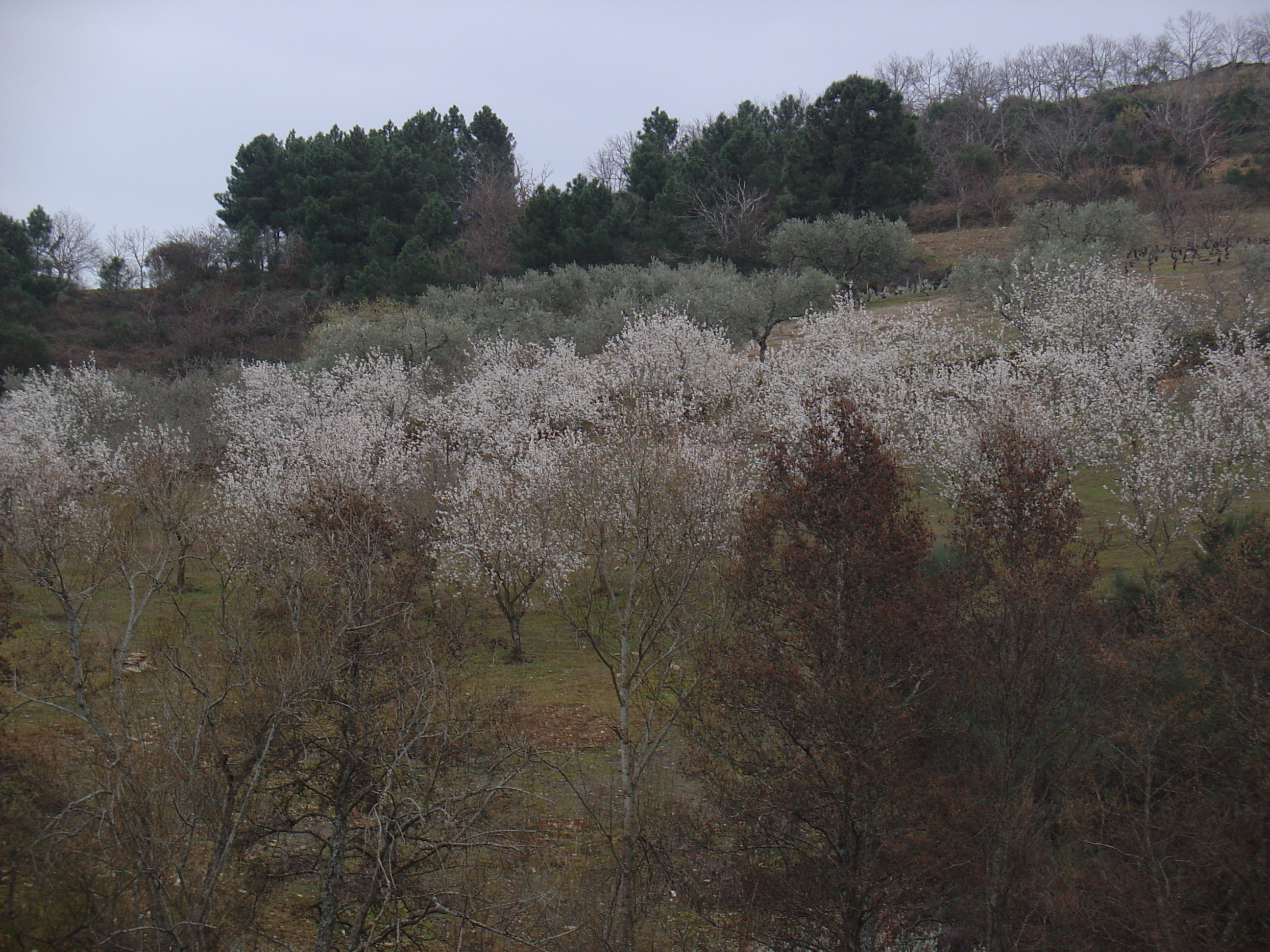
Amendoeiras em Flor
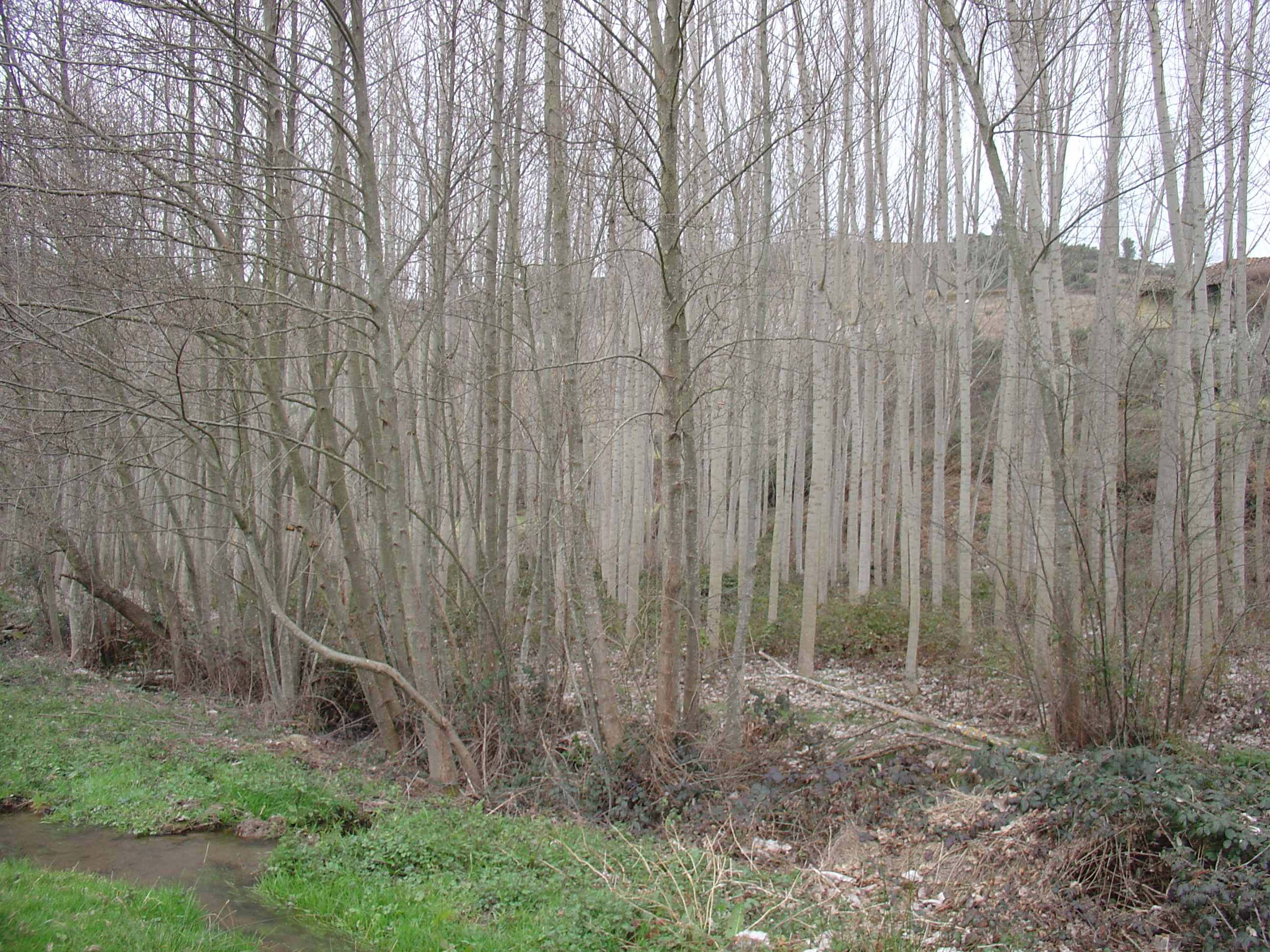
Bosque de Olmos
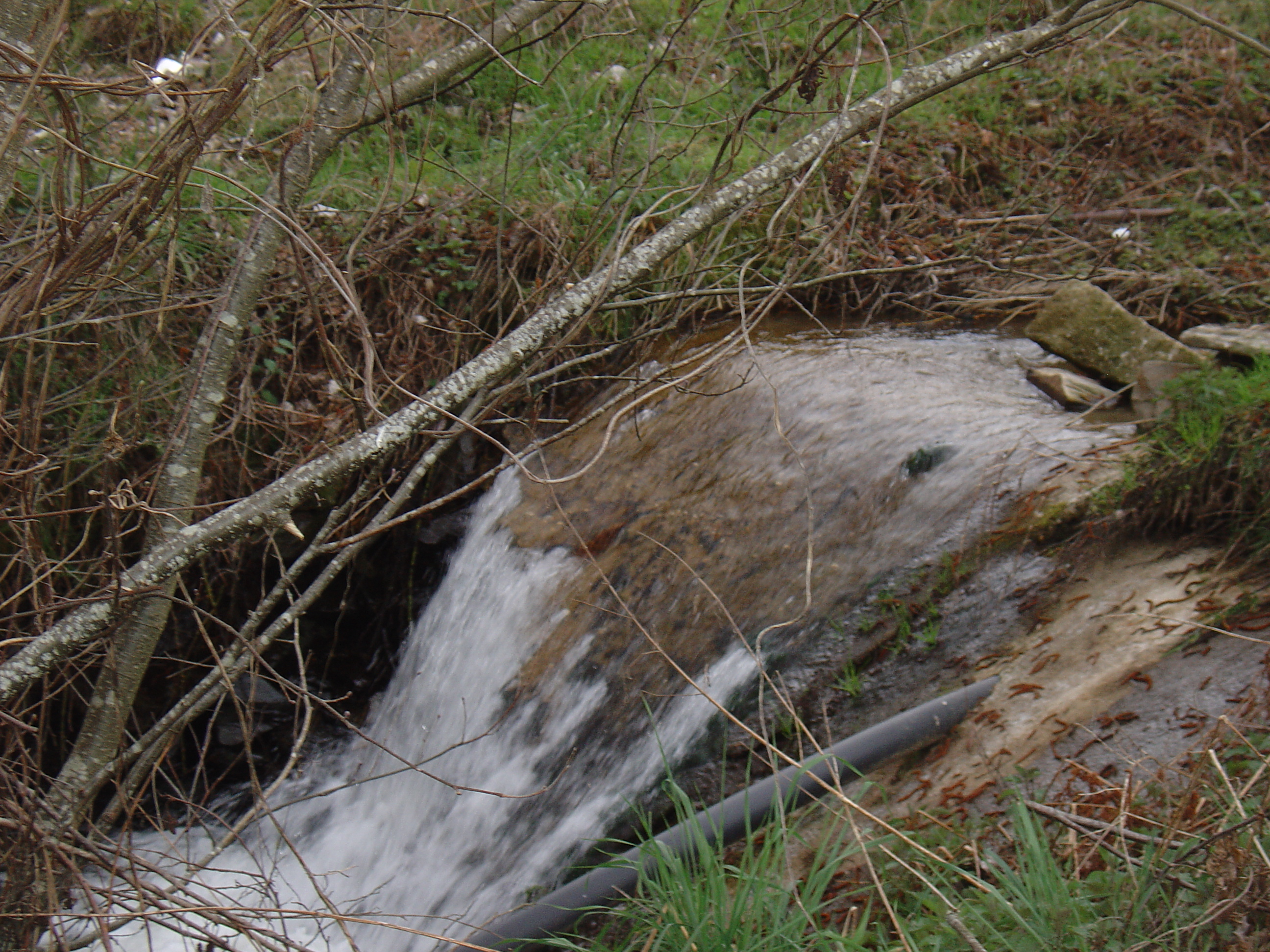
Cascata na Ribeira de Adagoi
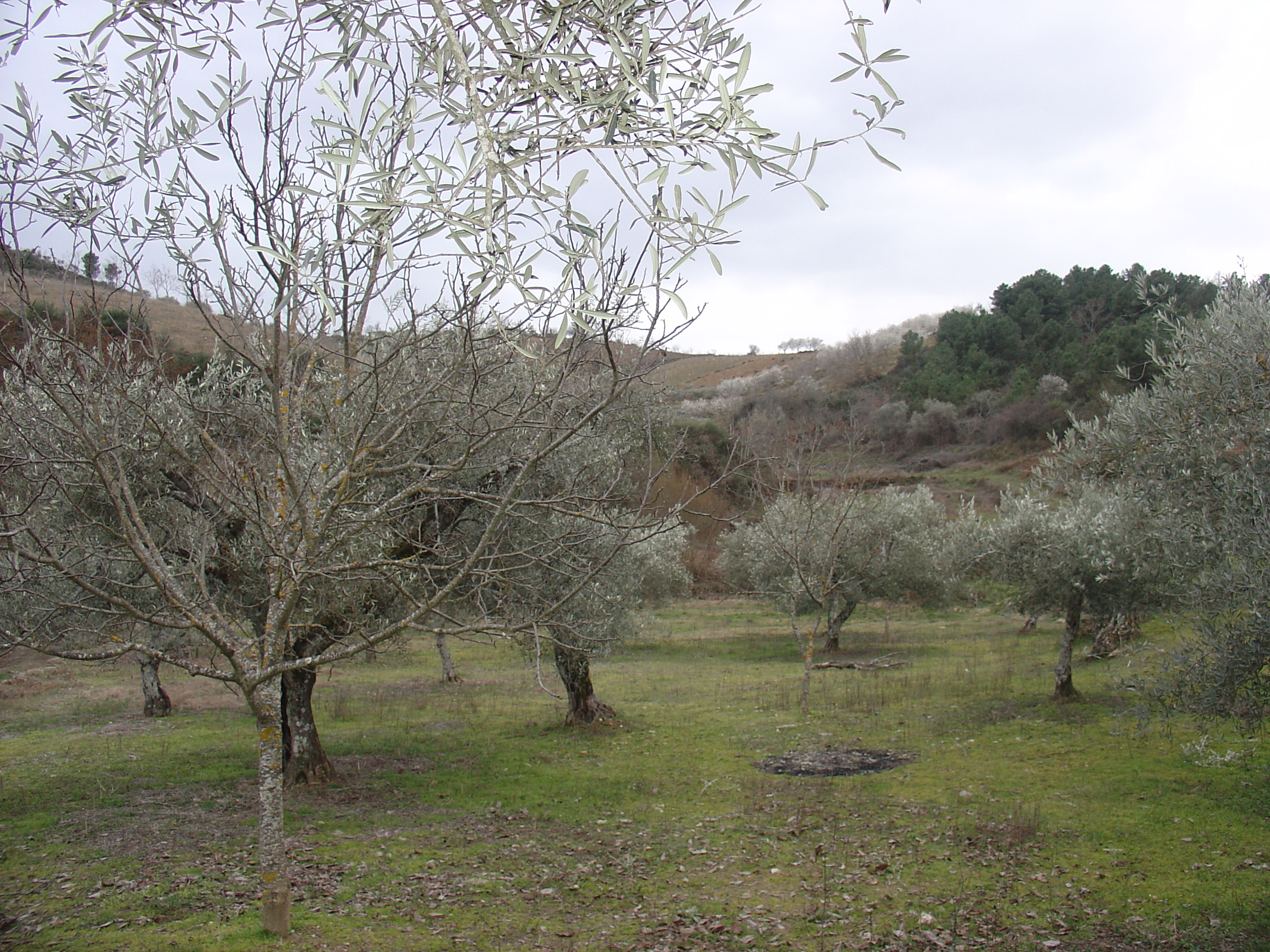
Olival
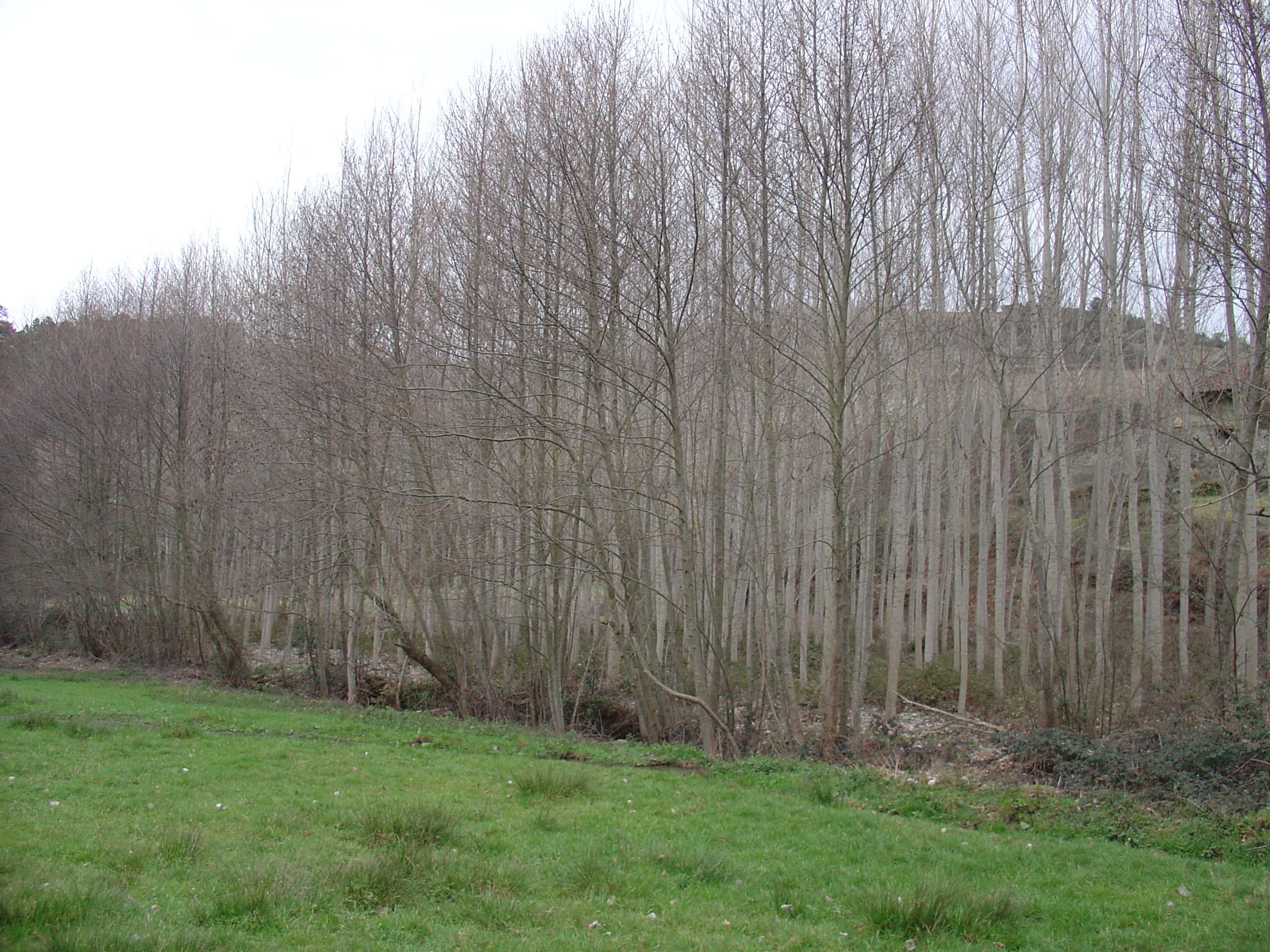
Olmos
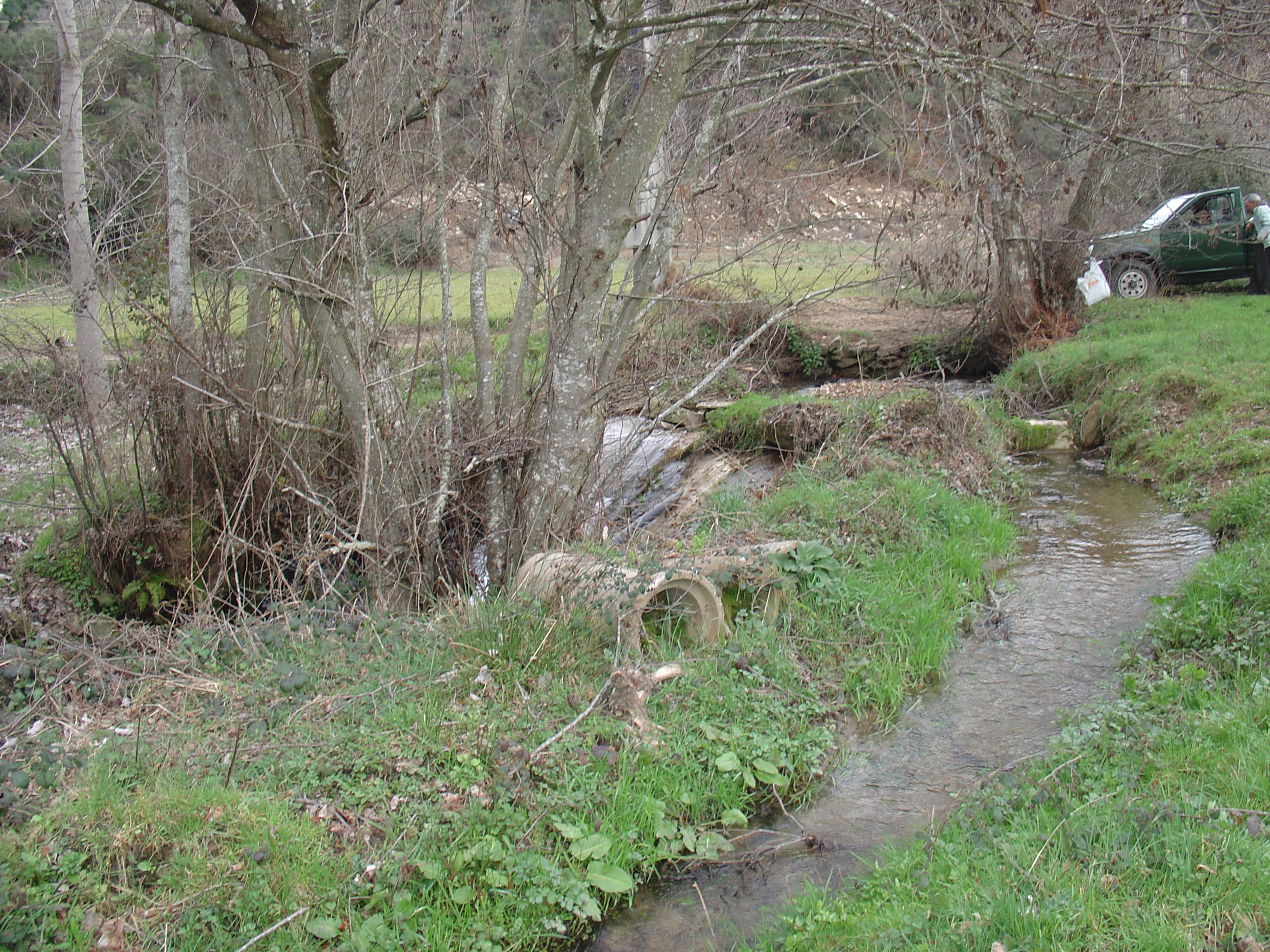
Ribeira de Adagoi
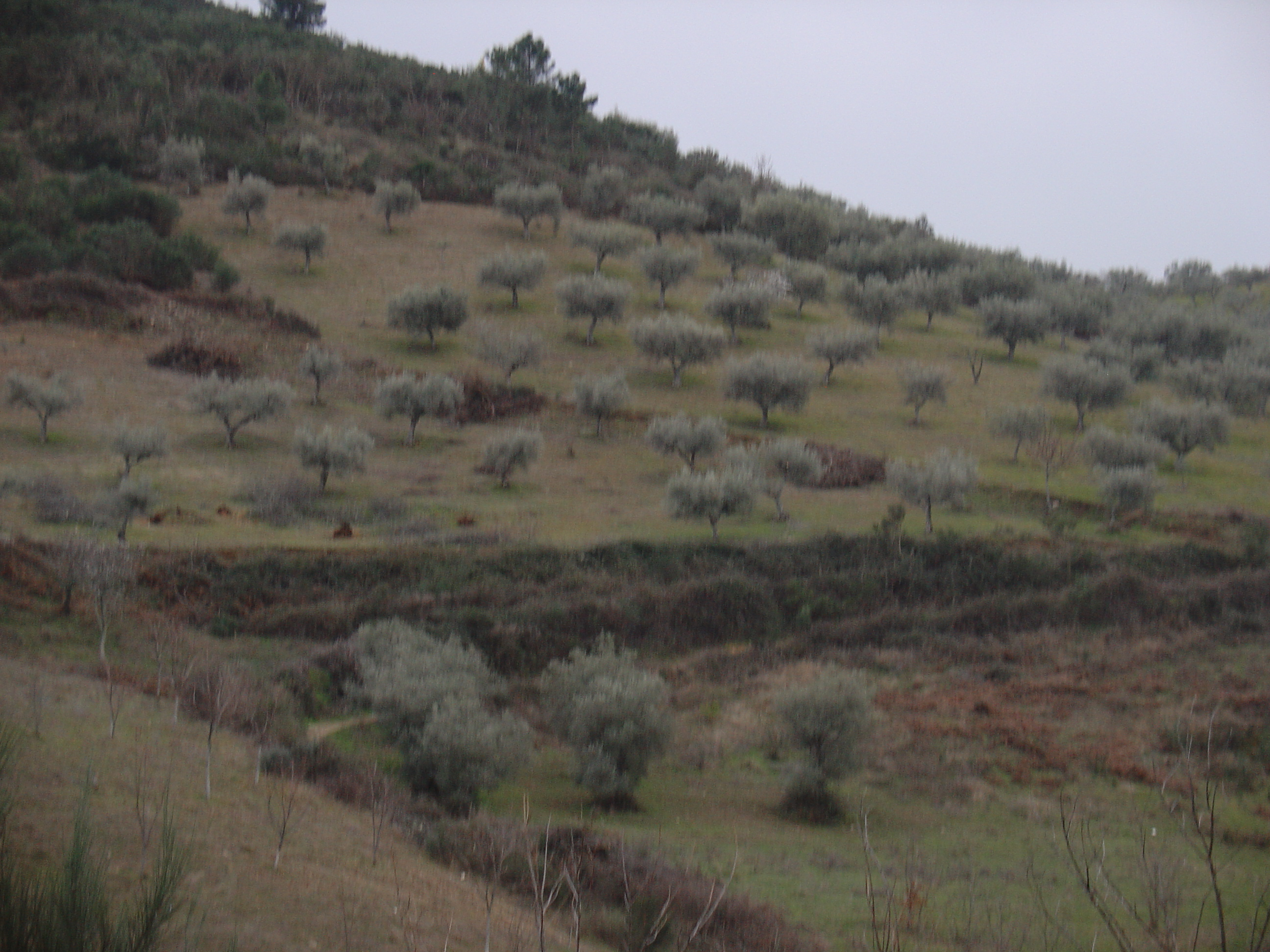
Pomar de Oliveiras
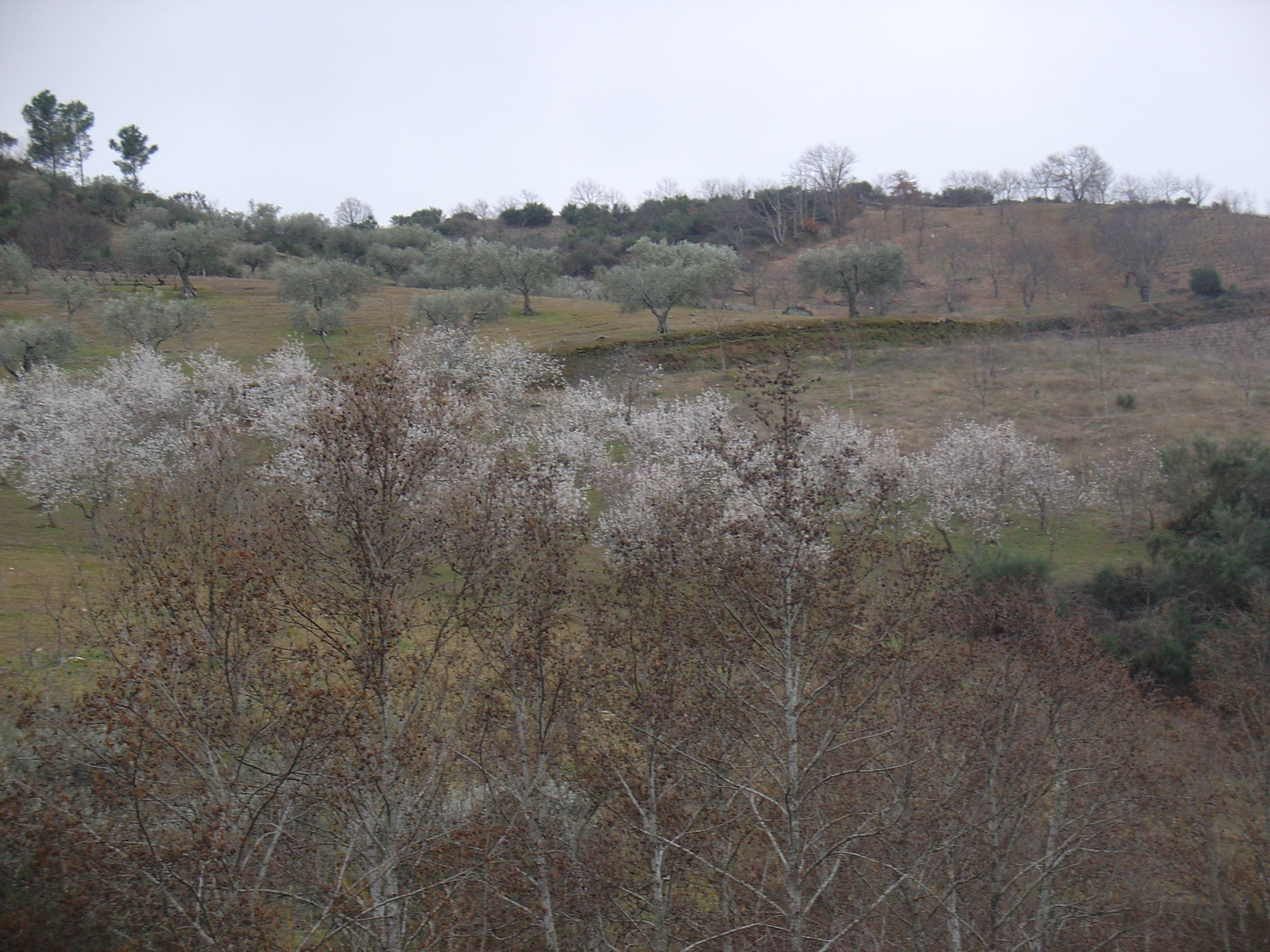
Paisagem múltipla
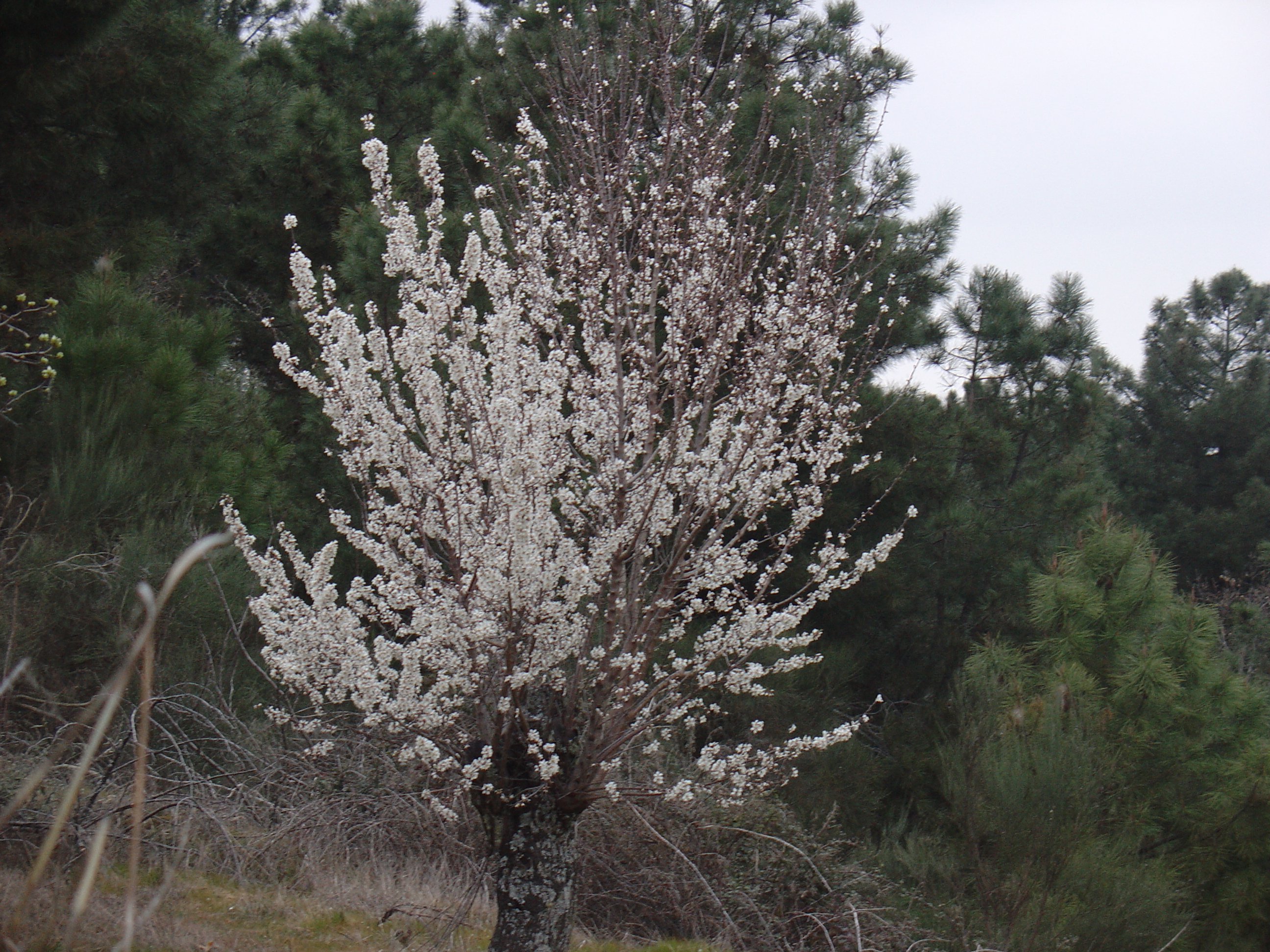
Amendoeira entre pinheiros
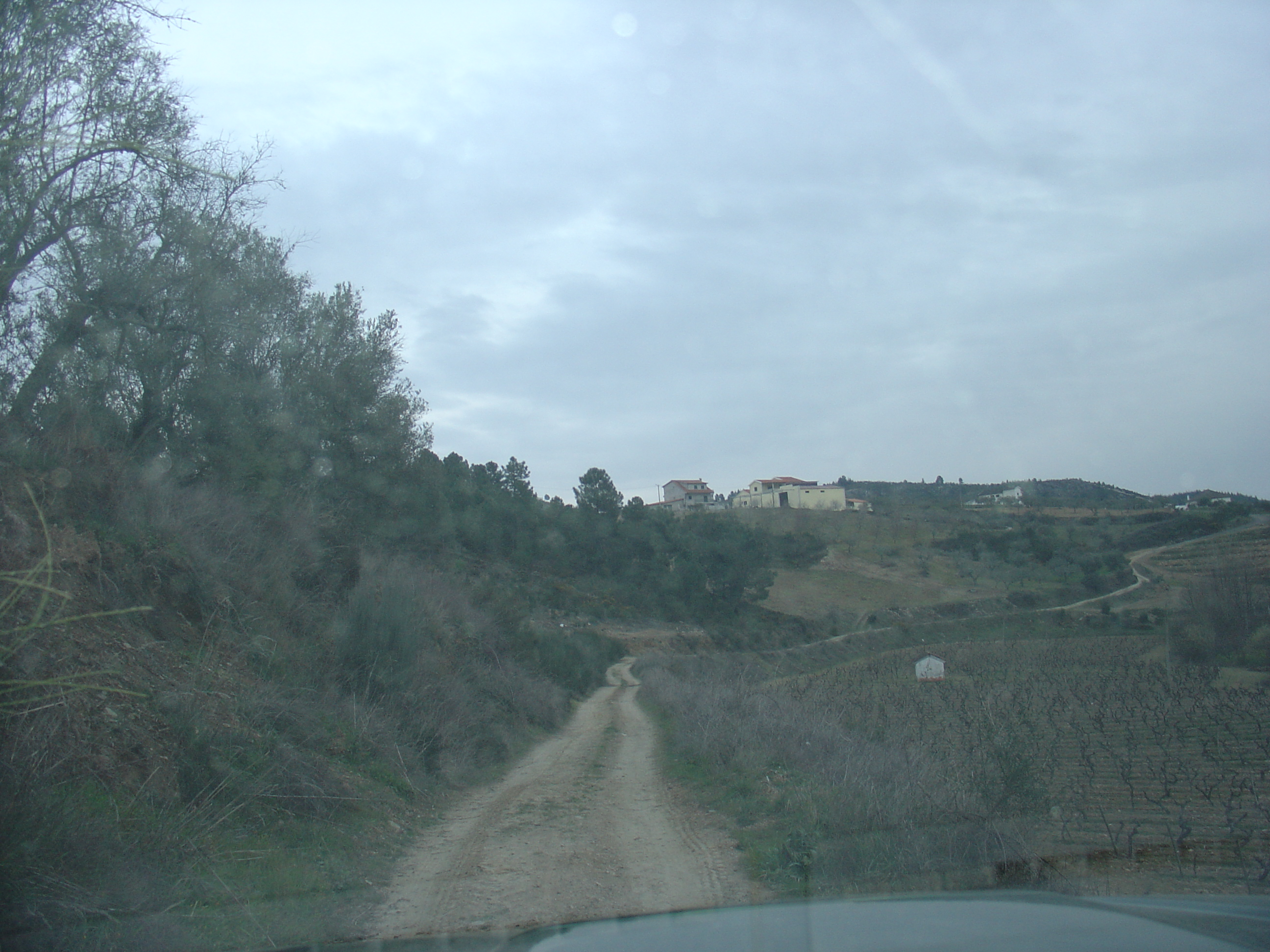
Caminho para o Cancelo
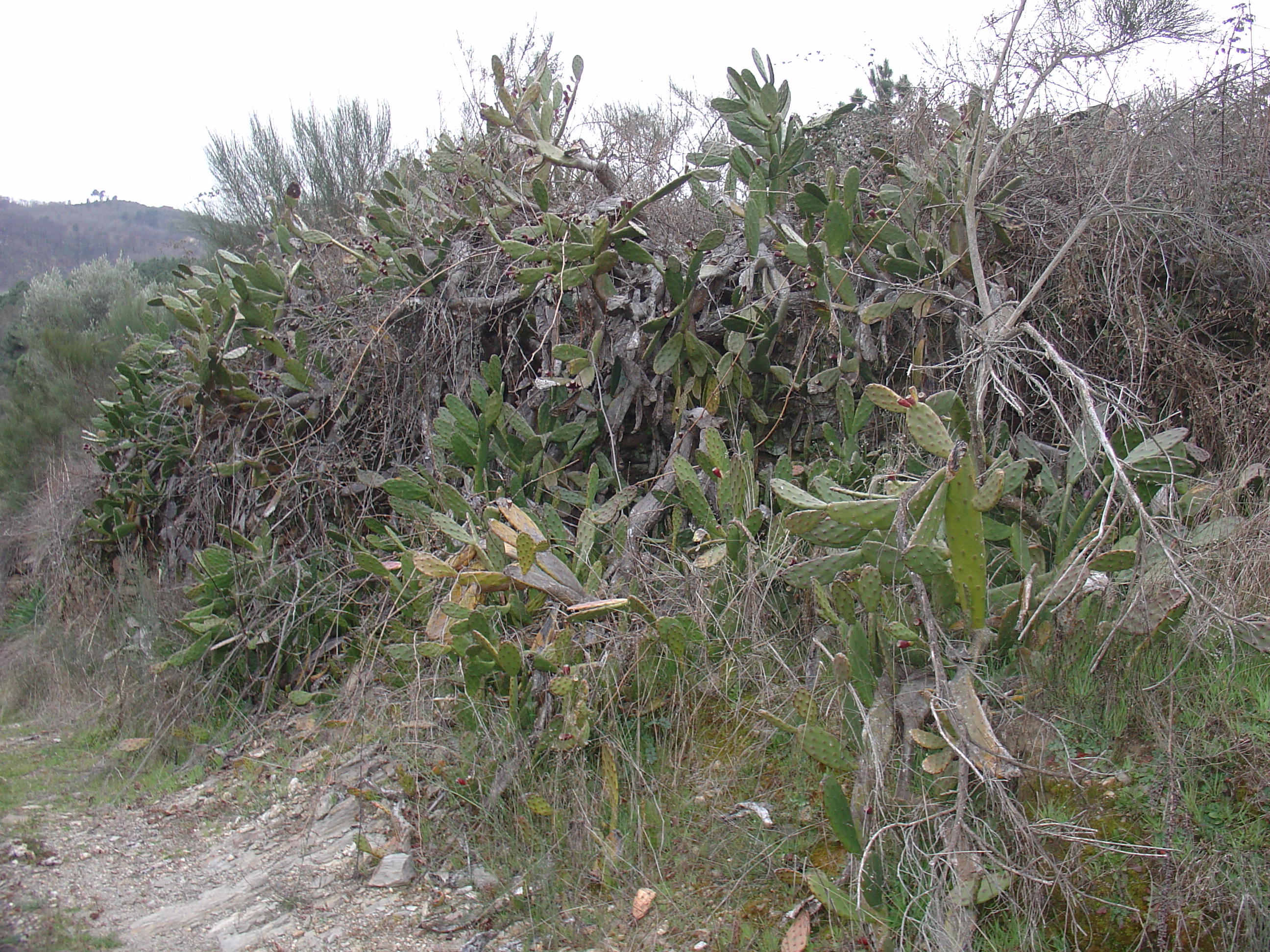
Catos Aloe
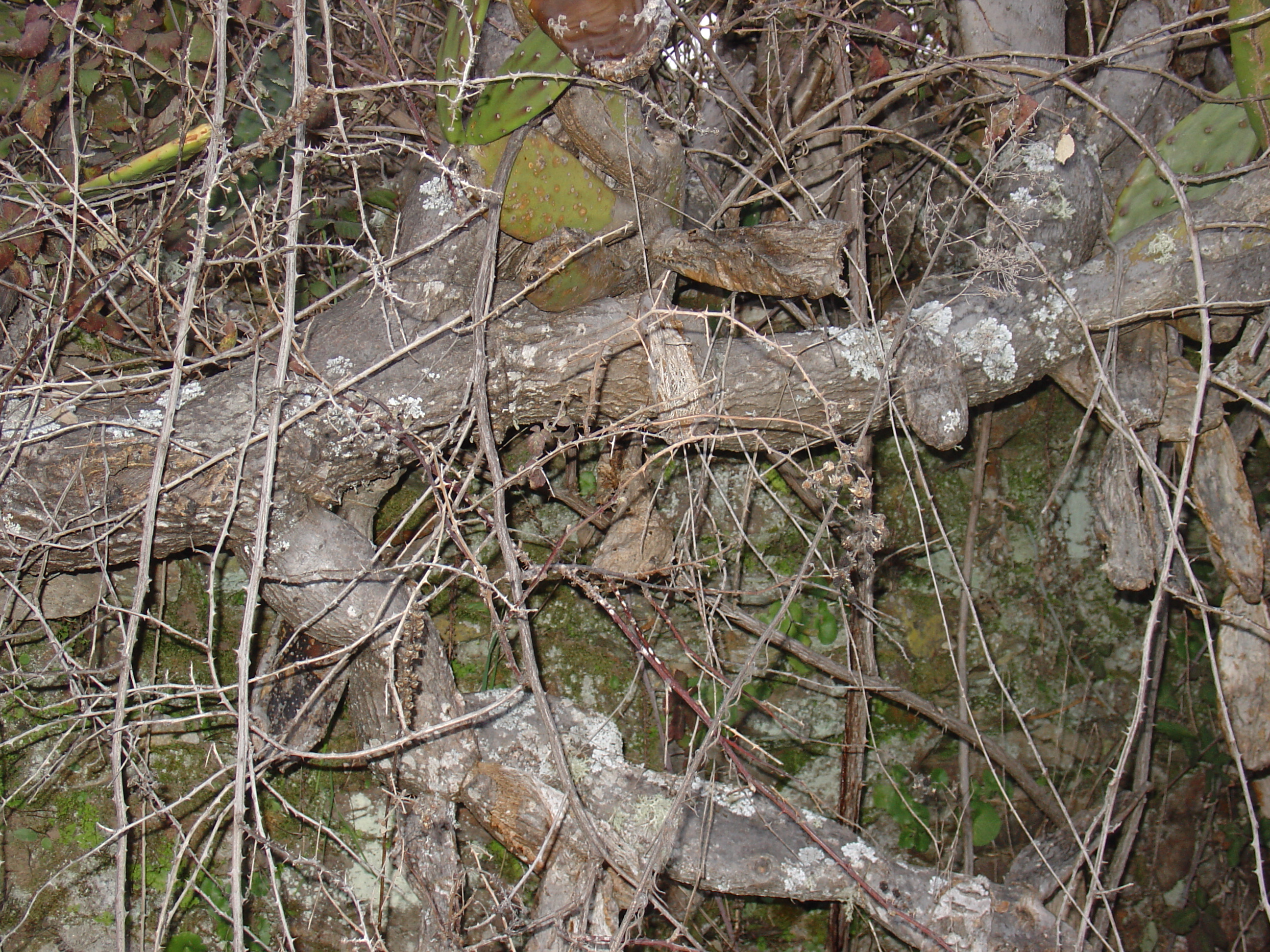
Troncos do cato aloe

## História
Nos anos 1960 em Adagoi viviam 11 famílias que totalizavam cerca de 50 habitantes, e que produziam para o mercado nacional, vinho, azeite, e amêndoas.
O último habitante de Adagoi foi o senhor Francisco Sampaio, que, depois de viver alguns anos em completo isolamento, mudou-se para a aldeia vizinha do Cancelo. Adagoi tornou-se uma aldeia fantasma, apesar de possuir terrenos férteis, como o seu próprio nome indica, água em abundância, fornecida pelas lindíssimas ribeiras de Alhariz e Adagoi, e de nos seus campos se produzir vinho de elevada qualidade, azeite e azeitonas muito bons, excelentes amêndoas, a mais variada gama de frutos e produtos hortícolas e de estar enquadrada no meio de paisagens deslumbrantes onde apenas se escuta o barulho terno da água das ribeiras, o cantar melodioso dos pássaros, e o silvar melancólico do vento norte. Adagoi é desgraçadamente uma aldeia sem vida humana.

## Galeria Fotográfica

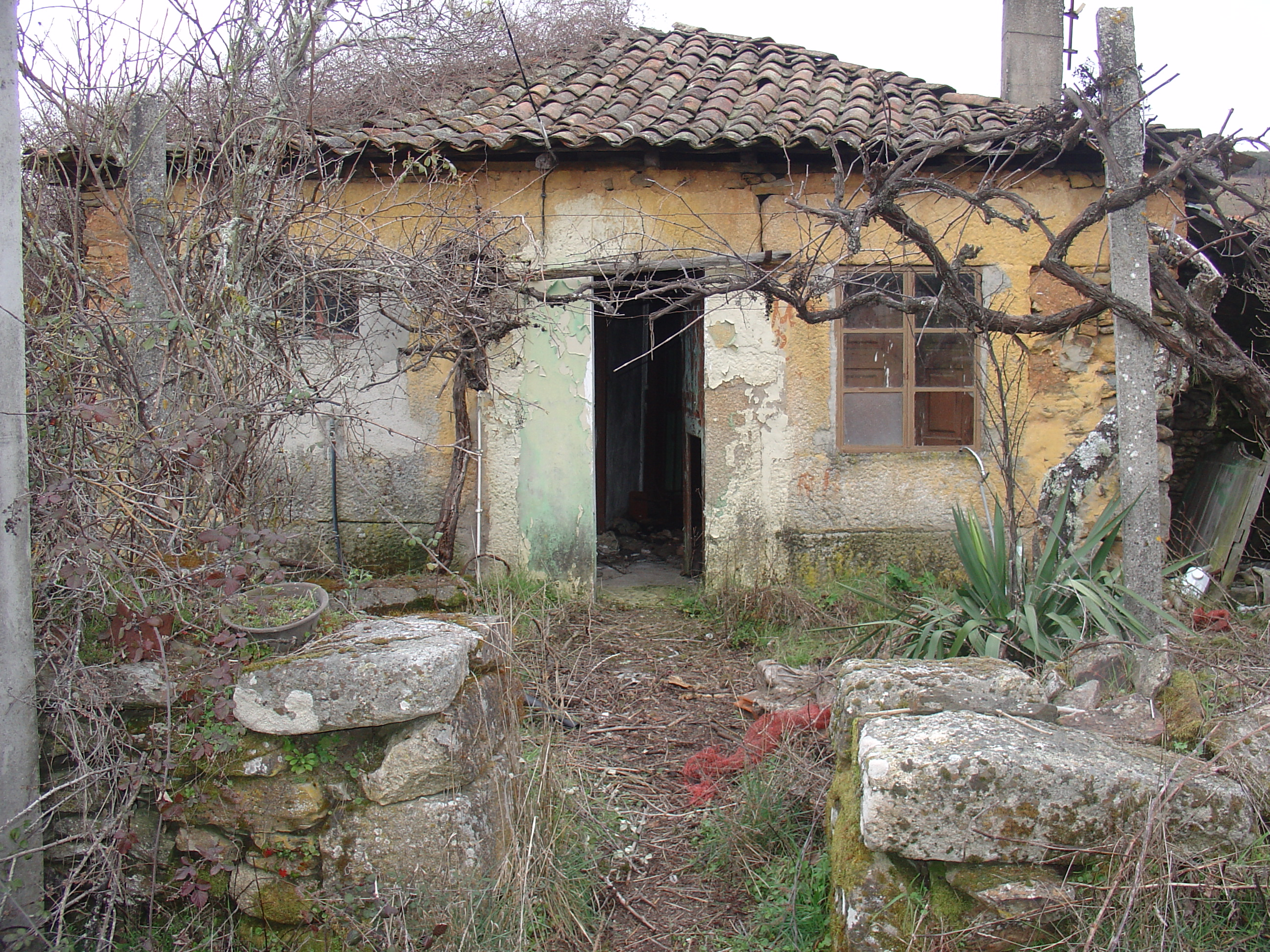
Antes era uma bela casa
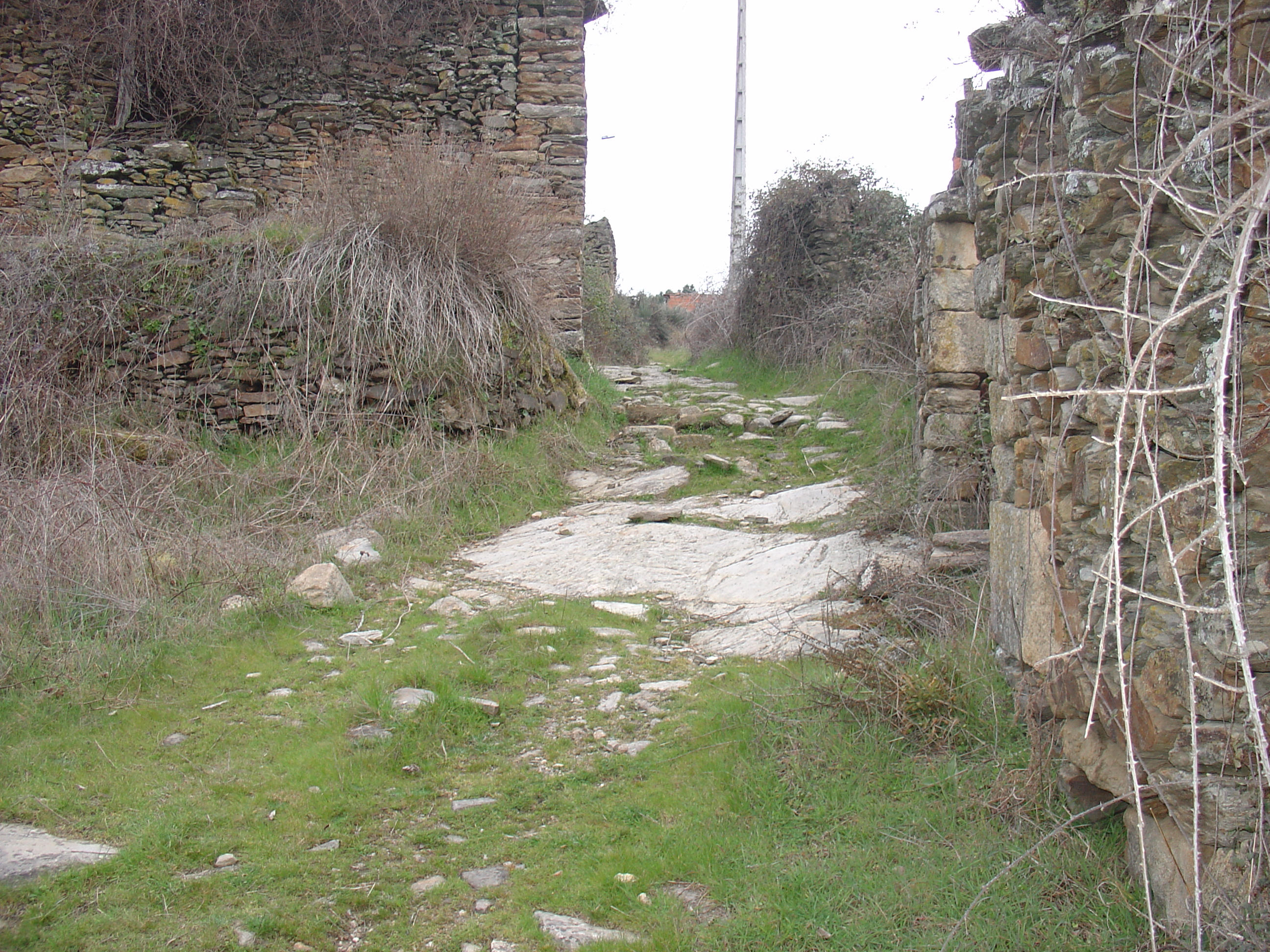
Calçada
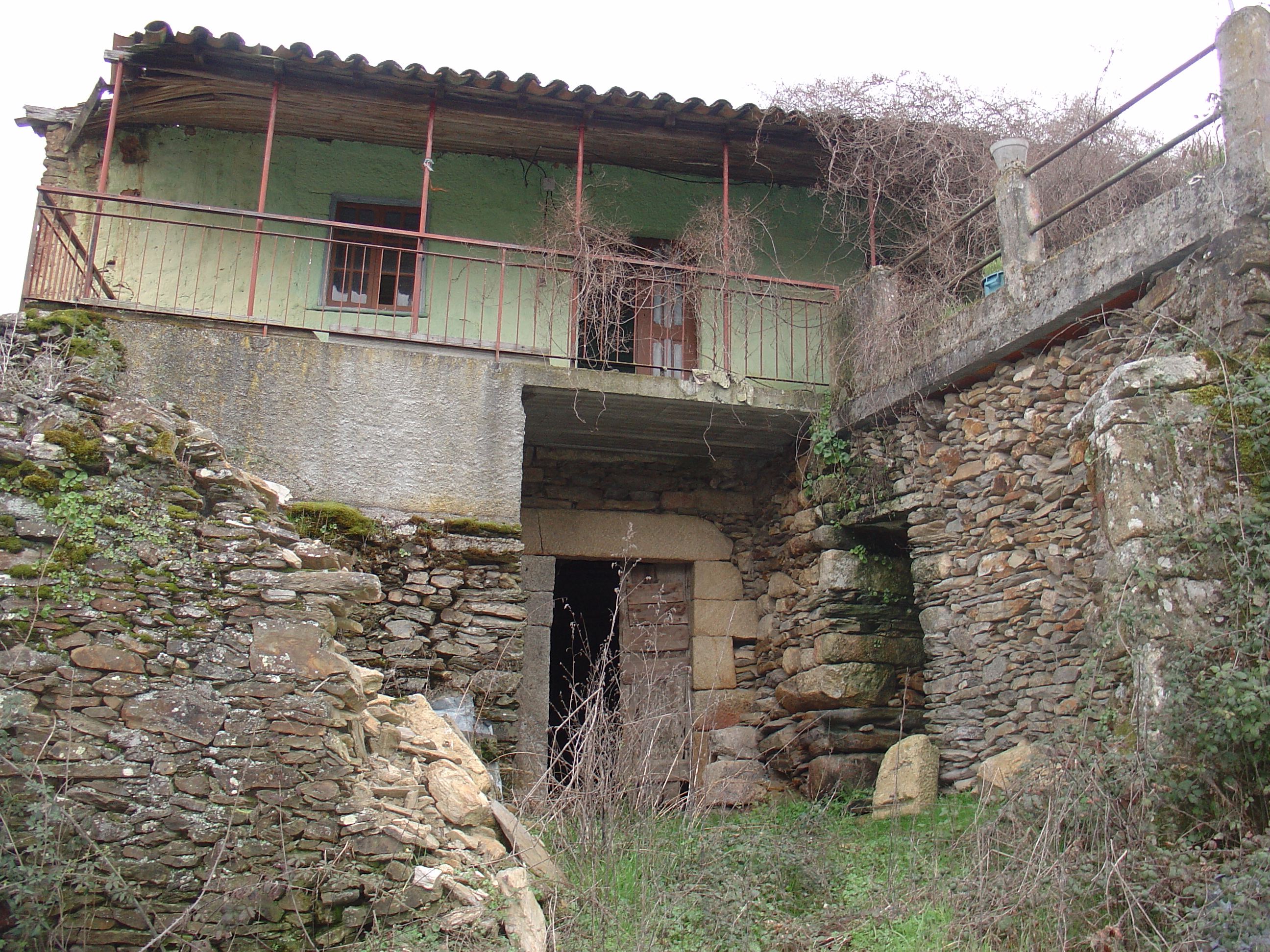
Casa de entrada
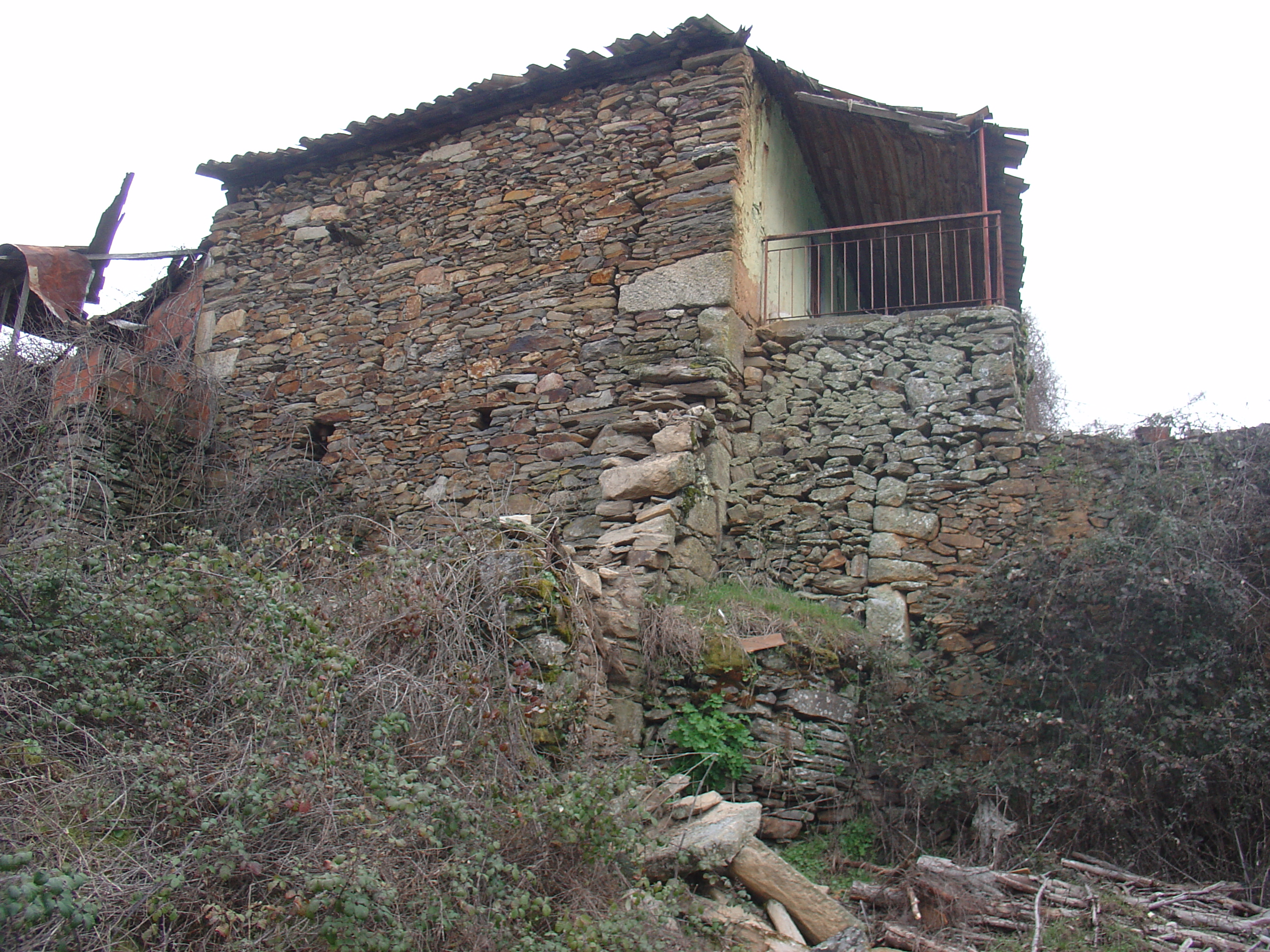
Casa de Xisto
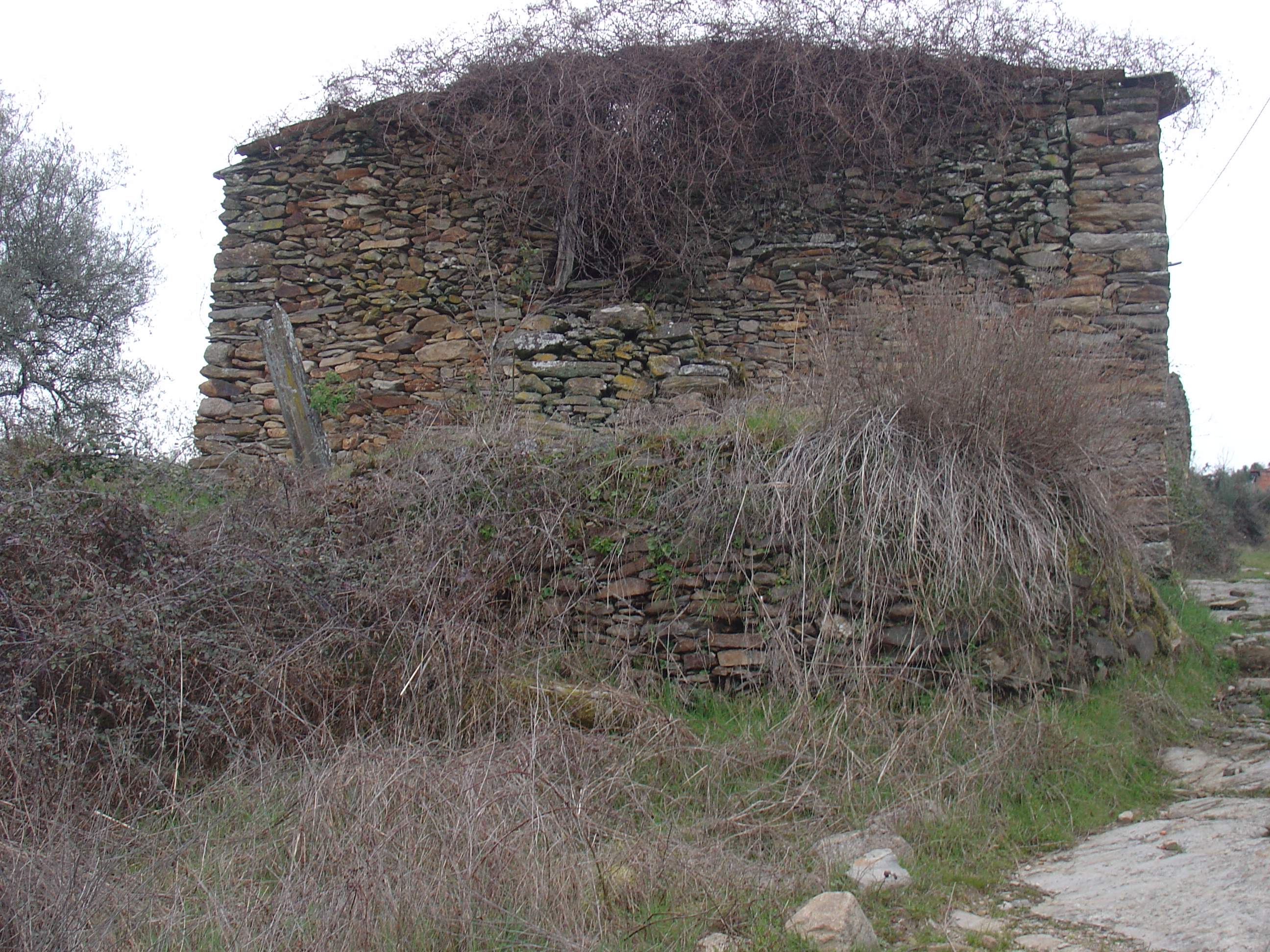
Casa coberta com silvas
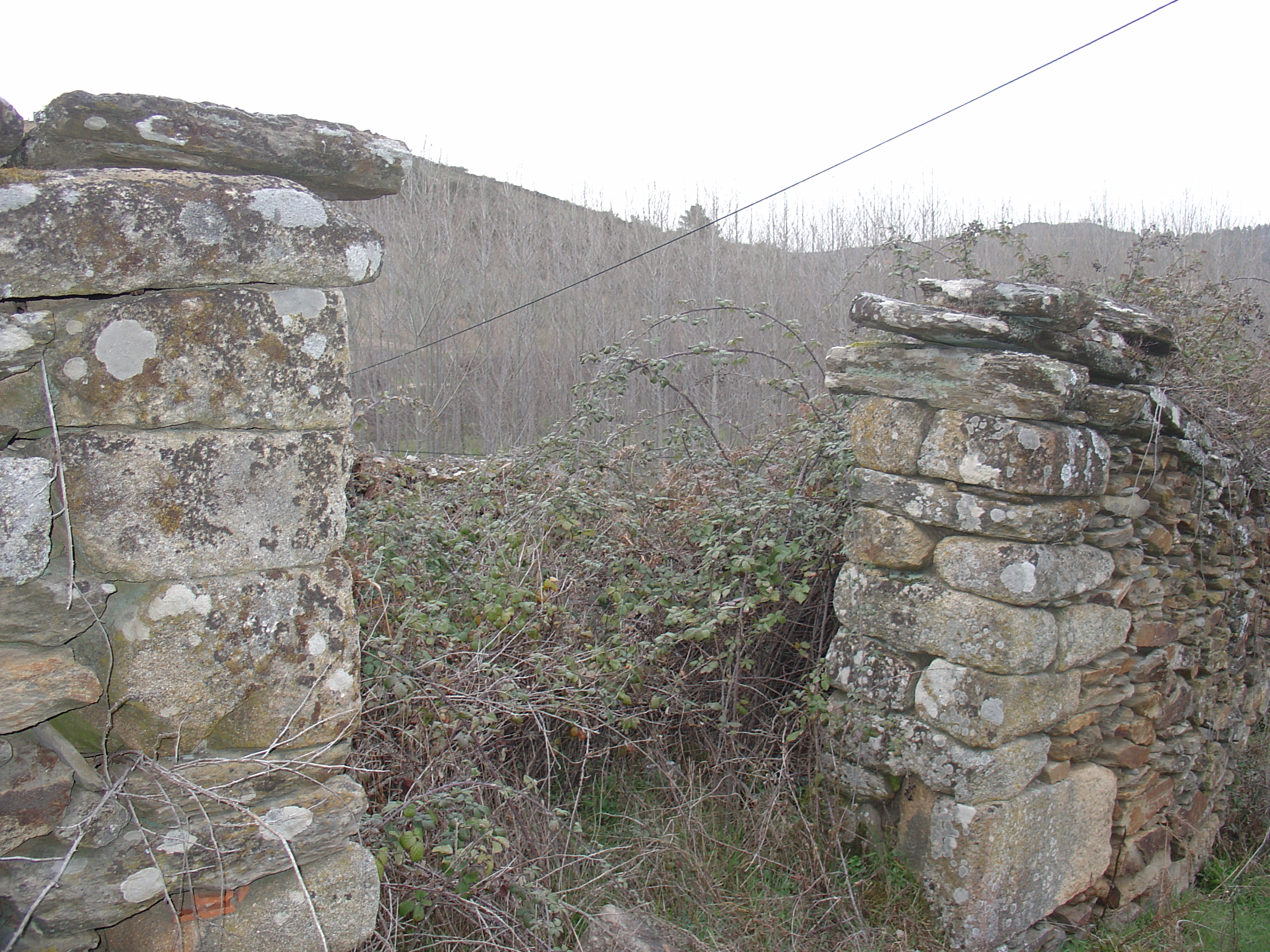
Foi porta de uma casa
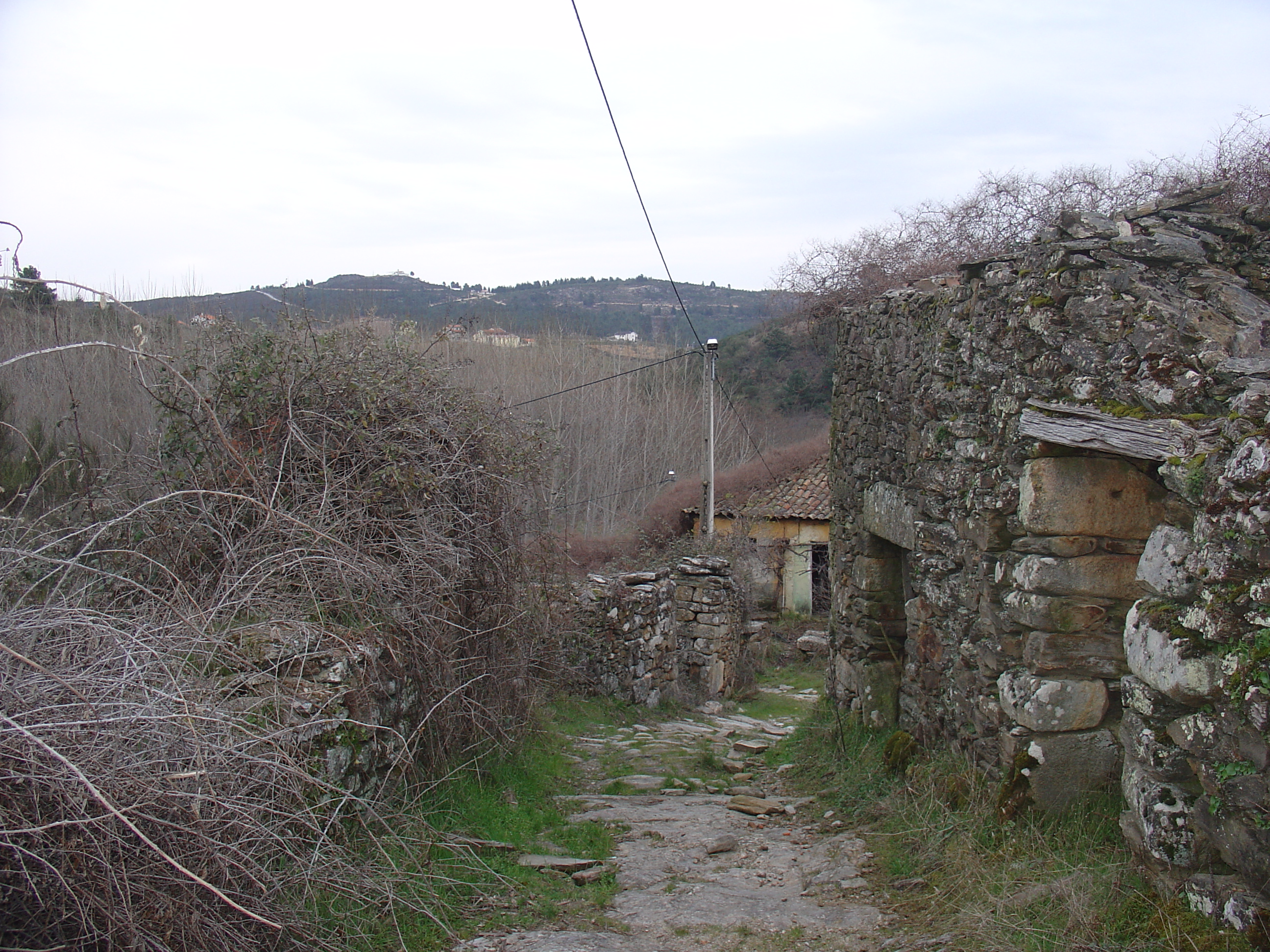
Calçada de Alhariz
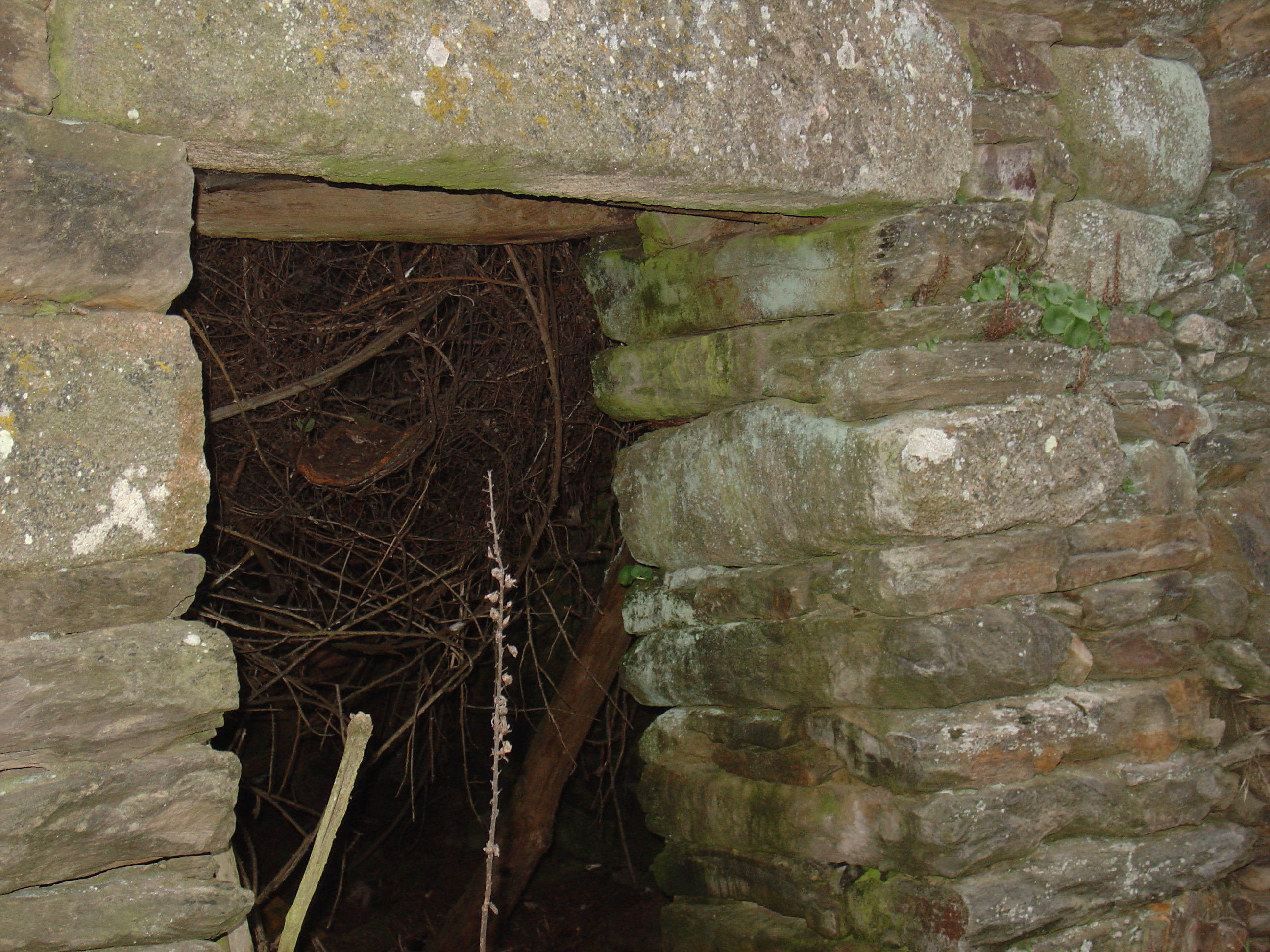
O abandono
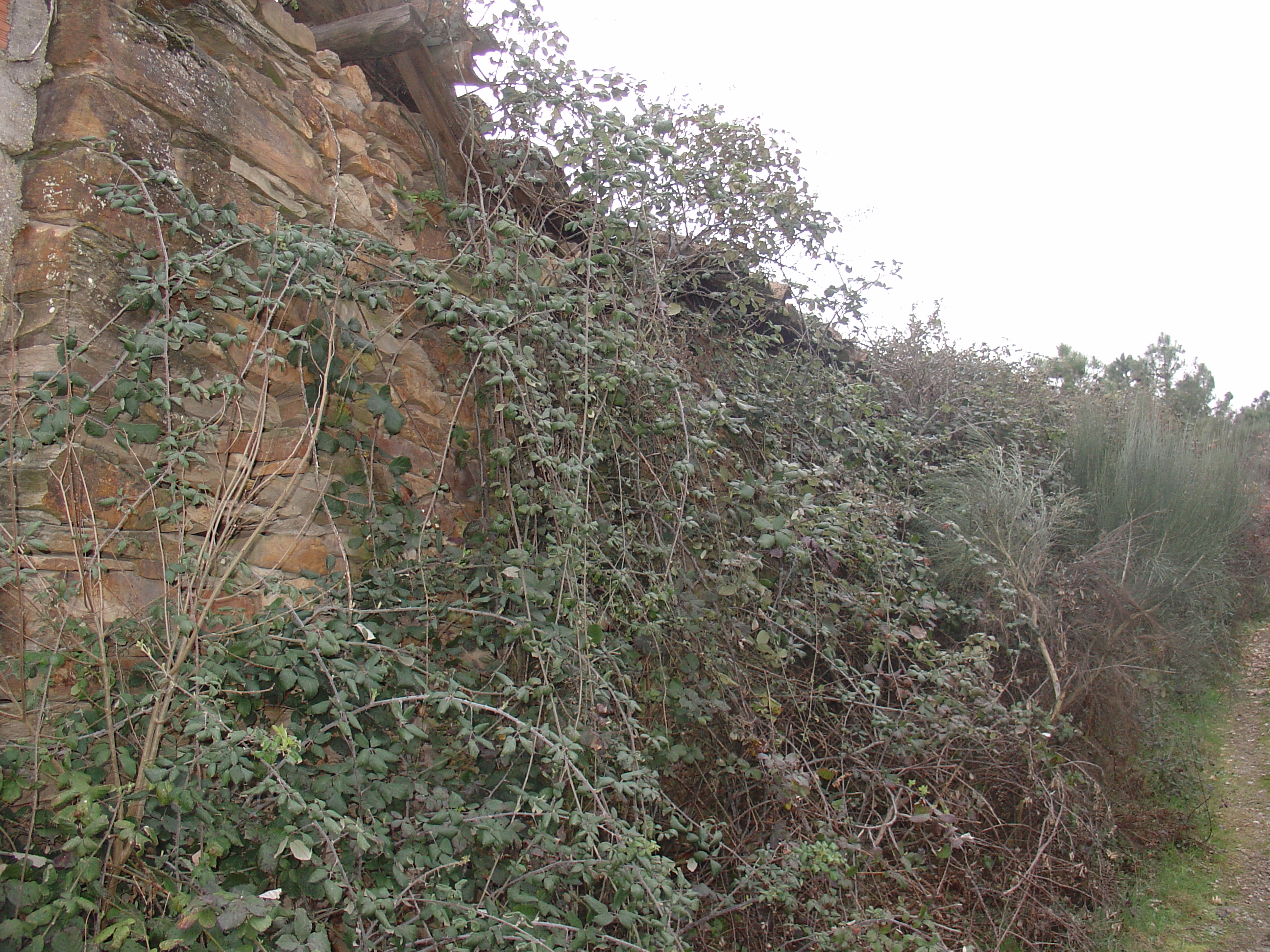
Apocalipse
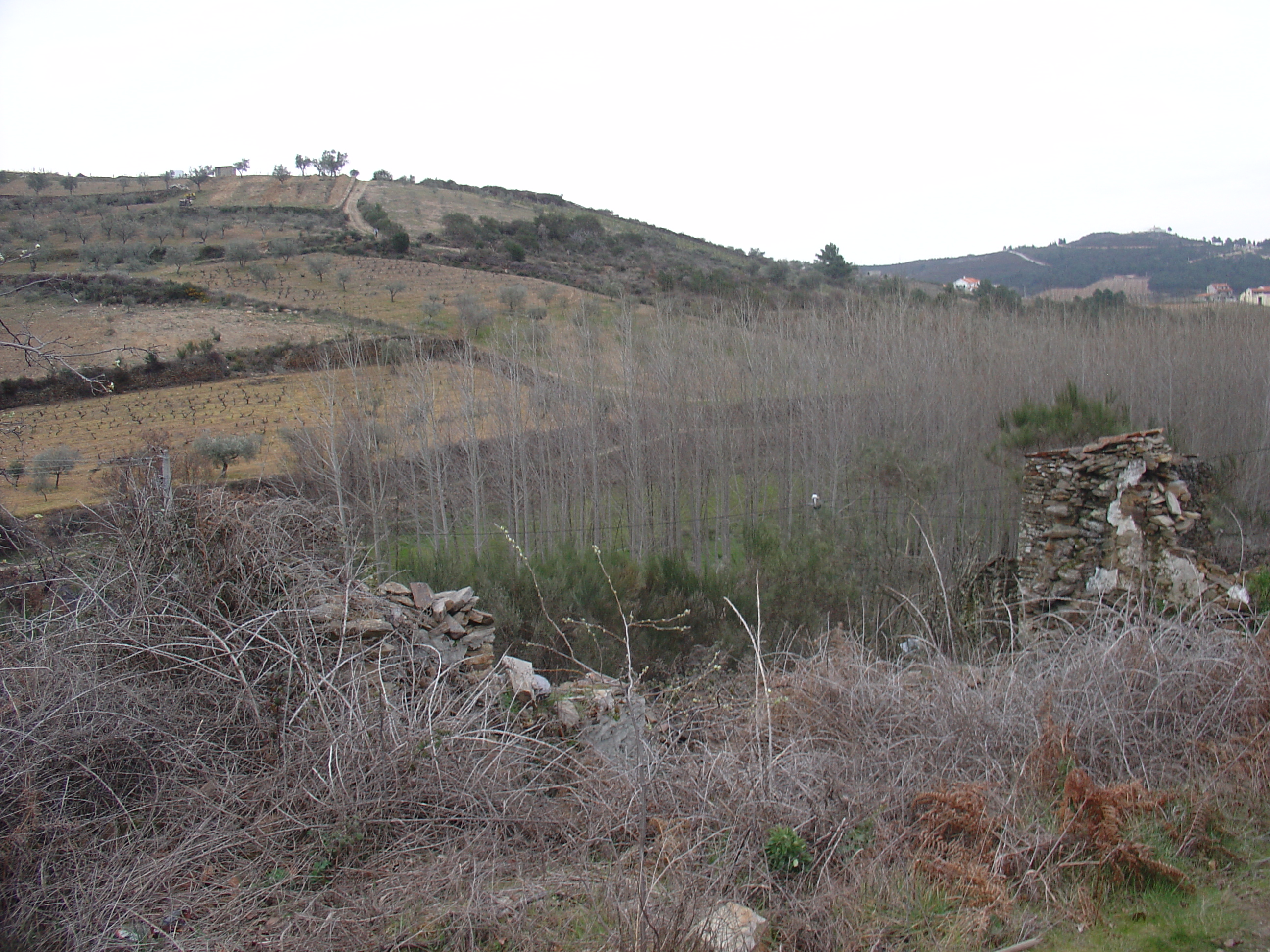
Ao fundo, Monte de Santa Isabel
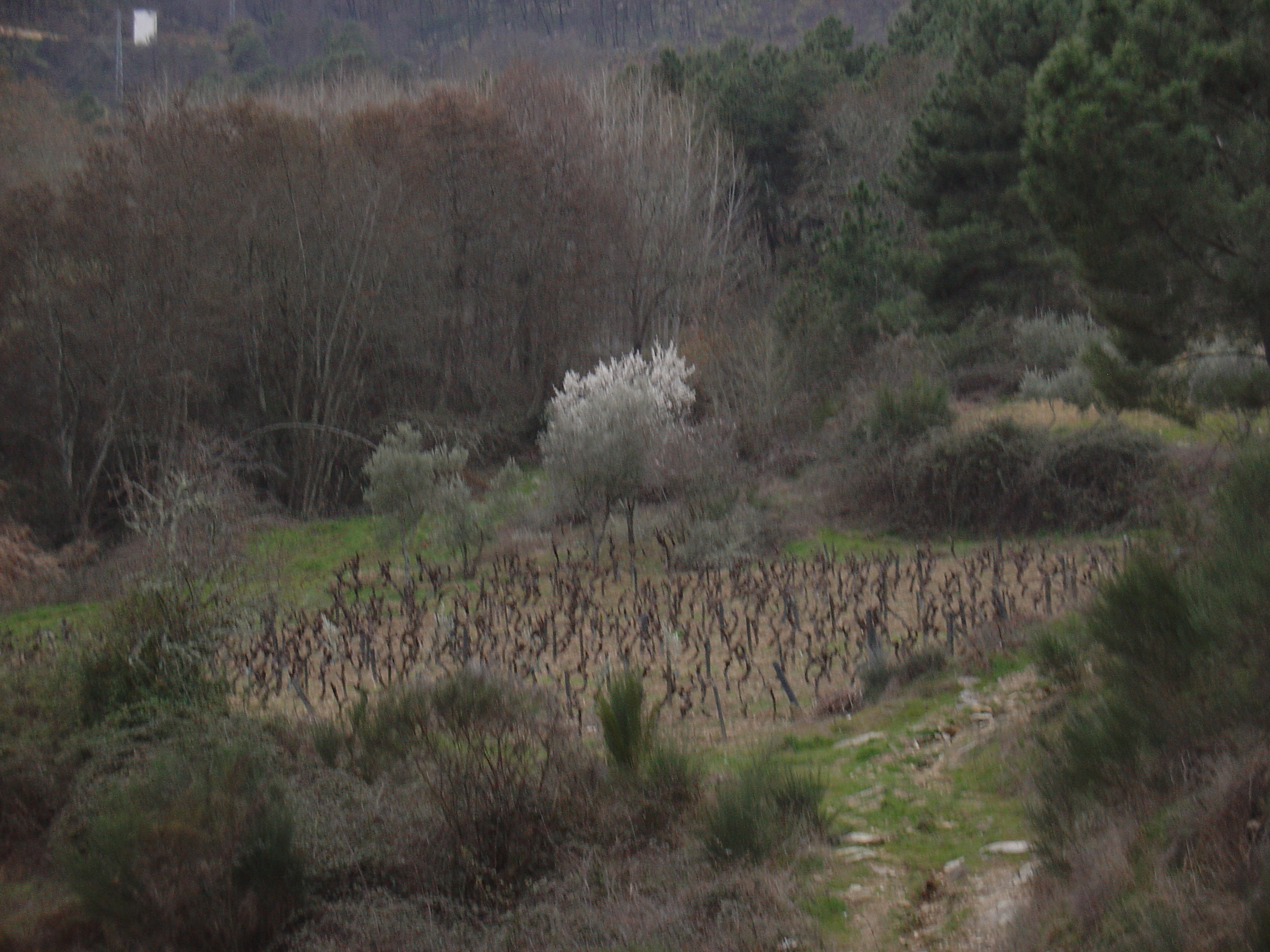
Uma vinha em Adagoi
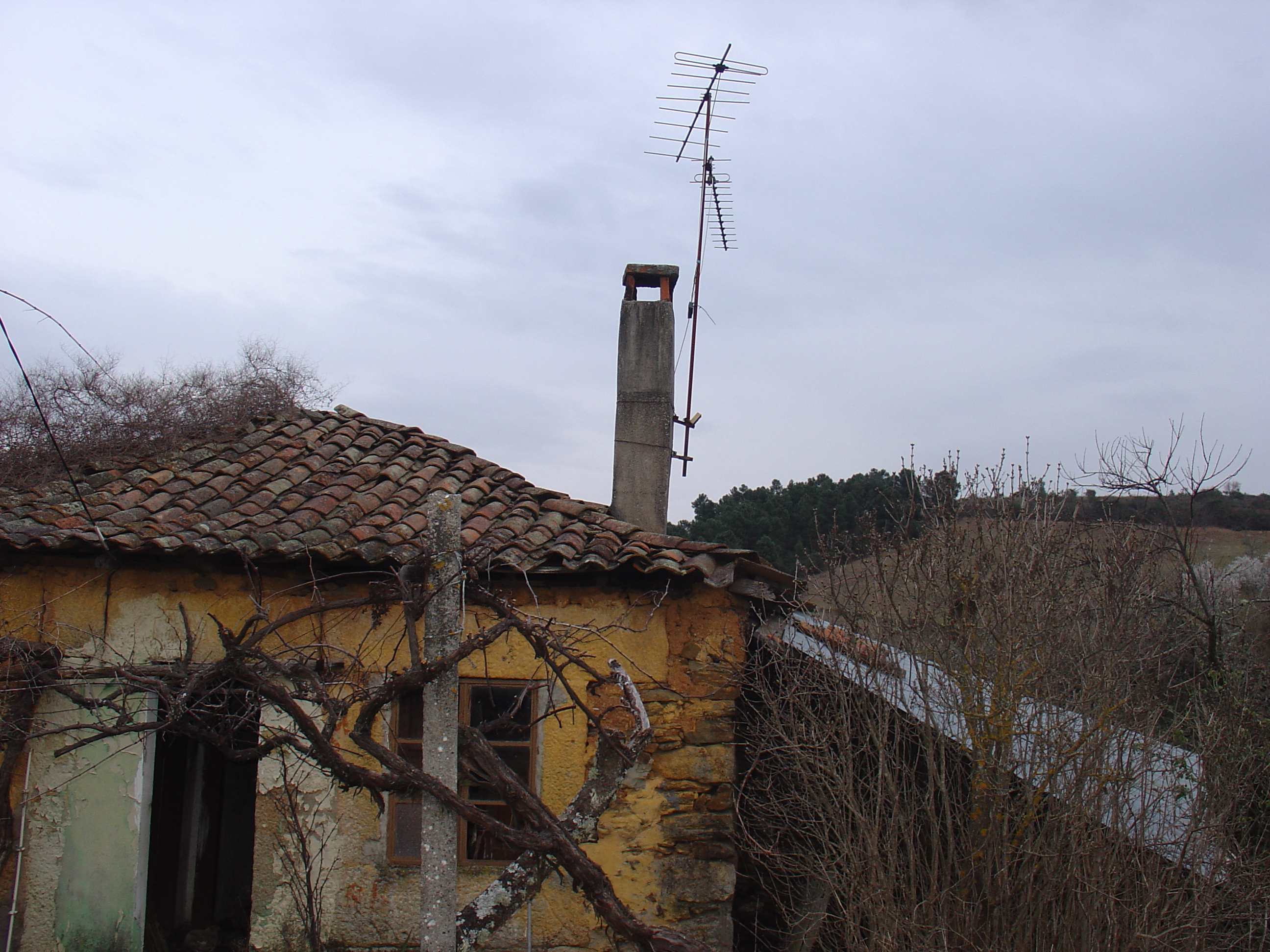
Quando havia humanos